# النجم الأولمبي لحلق الوادي والكرم (كرة السلة)
النجم الأولمبي لحلق الوادي والكرم لكرة السلة (بالفرنسية: Étoile olympique La Goulette Kram (basket-ball))‏، هو نادي كرة سلة تونسي للمحترفين يقع مقره في مدينة حلق الوادي. تأسس النادي عام 1927، ويلعب في بطولة تونس لكرة السلة للرجال، الدرجة الأعلى للدوري في تونس، وحقق اللقب المحلي سبع مرات، و يمثل تونس في المنافسات القارية والدولية.

## سجل ألقاب النادي لكرة السلة
الألقاب المحلية
- البطولة التونسية  (7) : 1985، 1986، 1987، 1988، 1990، 1991، 1995.

♦ الدور النهائي  (5) : 1981، 1982، 1984، 1989، 1993.
- كأس تونس  (3) : 1984، 1986، 1992.

♦ الدور النهائي  (2) : 1972، 1985.
- كأس الجامعة  (1) : 2004.

الألقاب الخارجية
- البطولة المغاربية  (2) : 1988، 1989.

♦ الدور النهائي  (1) : 1987.
- كأس العرب (0) :

♦ الدور النهائي  (2) : 1988، 1992.
♦ المرتبة الثالثة  (1) : 1989.

## وصلات خارجية
- صفحة النجم الأولمبي لحلق الوادي والكرم لكرة السلة على موقع كوووة.
- الموقع الرسمي للجامعة التونسية لكرة السلة.